# Домашній чорний павук
Домашній чорний павук (лат. Badumna insignis — бадумна блискуча) — це звичайний вид австралійського павука, який поширений у Новій Зеландії та Японії. Останнім часом набув поширення у Європі, зокрема спалахами у Грузії та Україні. Вид Badumna insignis не слід плутати із Badumna longinqua, або ж домашнім сірим павуком, що має схоже поширення, але також зустрічається і в Америках.
Вид спершу був названий Amaurobius insignis Людвігом Карлом Крістіаном Кохом 1872 року, але впродовж років він був відомий під загальною назвою Ixeuticus, аж допоки Майк Грей не вніс корективи, назвавши павука Badumna insignis у 1983 році.

## Опис

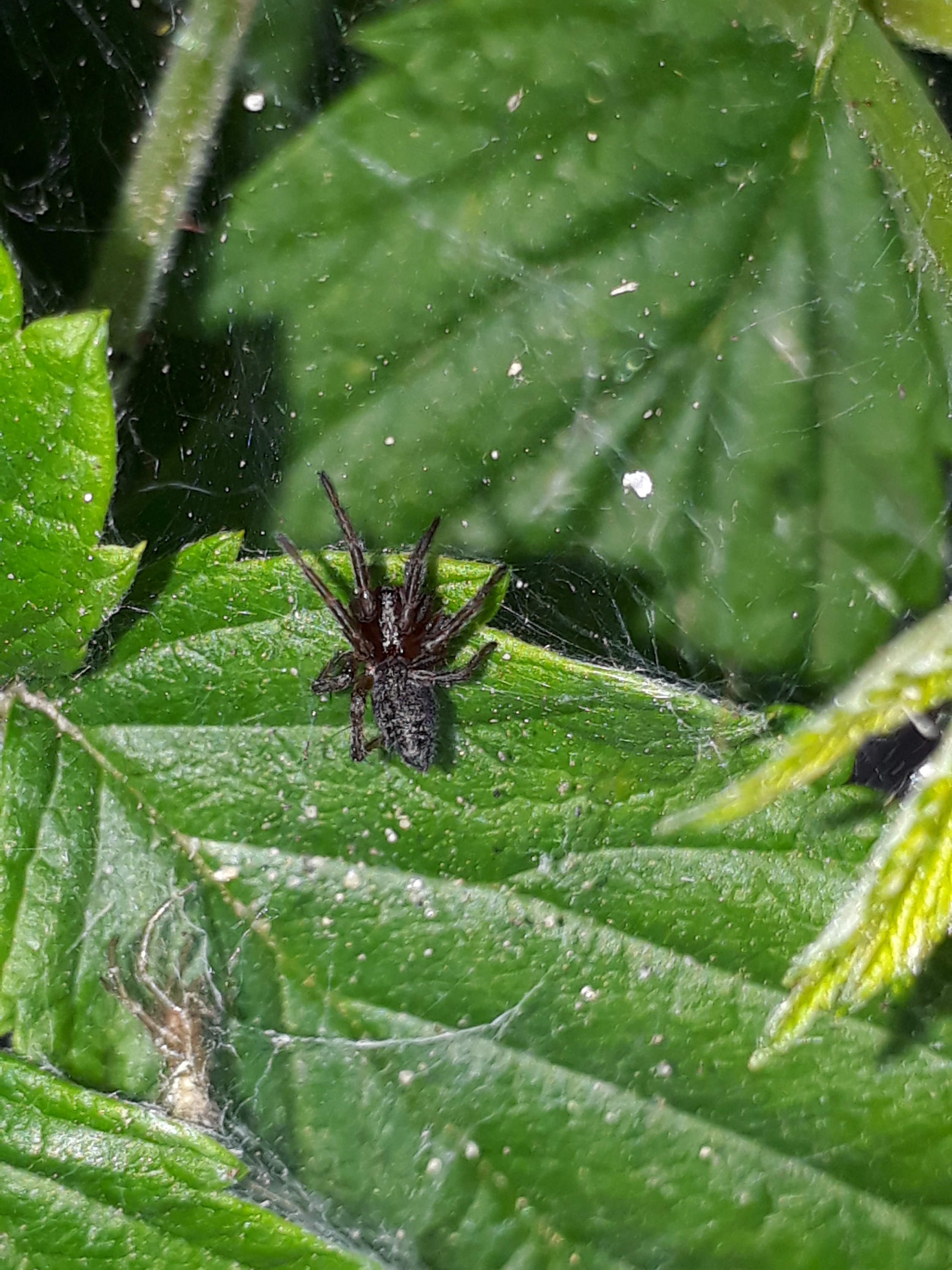
Badumna insignis, самка на листку малини

B. insignis — темний, дужий павук. Самка виростає до 18 мм, з довжиною ніжки до 30 мм. Як і у більшості павуків, самці менші (10 мм) і мають довші ніжки відносно розміру тіла. В обох статей карапакс (спинна (верхня) частина екзоскелета) та ніжки темно-коричневого кольору до чорного кольору, черевна порожнина вугільно-сіра, спинний візерунок із світлим маркуванням (іноді нечіткий), мають щільний покрив витонченого, оксамитового волосся. У той самий час, B. longinqua має трохи менші розміри (14 мм) з сіро-коричневими і червоно-бурими ніжками.

## Поширення
B. insignis — це ендемік материка Австралія, включно із островом Тасманія, але зазнав поширення в Новій Зеландії та Японії. [1] Він досить широко розповсюджений по всій Австралії та Новій Зеландії. Згідно з останніми даними, ареал павука охоплює і частину Східної (Грузія) та Центрально-Східної (Україна) Європи. У природних ареалах павуки, як правило, зустрічаються на шорсткій деревині, малинниках, тоді як всередині будинків вони часто зустрічаються в закутках, навколо вікон і прорізів для дверей або там, де є інші джерела світла, які приваблюють комах, що є поживою для бадумни. На противагу їм B. longinqua можуть бути знайдені в подібних місцях, але вони частіше зустрічаються на відкритому повітрі.

## Звички, особливості розмноження
B. insignis майструє незрозумілої конструкції павутину на кшталт неправильних вітрилоподібних форм. Існує воронковидний шовковий відступ, зазвичай у середині або в кутку мережі, де павук проводить більшу частину свого часу, чатуючи на здобич. Самка-павук ніколи не залишає павутини, якщо не змушена робити цього. Вони здаються цілком прикріпленими до місця їх розташування, рідко змінюють положення їхньої павутини, і через це стара павутина може бути досить брудною, часто з невеликими предметами або пилом, що застряг в ній. Уночі павук виходить, щоб полагодити павутину, додаючи нову до старої відповідно. Самці, коли готові до розмноження, вирушають на пошуки самок. Самець натягує павутину, що сплела самка, аби привернути її увагу. Як тільки самець, якщо самка сприйнятлива до залицянь, наближається до неї, він запліднює її пальпами. Таким чином вони можуть залишатися разом протягом декількох днів, і можуть кілька разів копулювати. Самка відкладає декілька білих шовкових яєць, які захищені в рамках відступу в павутині. Самка залишається з яйцями до тих пір, поки вони не вилупляться. Потім маленькі павучки розбігаються. Іноді молодь на деякий час залишається у материнській павутині, отримуючи меншу за розмірами поживу, яку дорослий павук буде ігнорувати. Ворогами павуків є білохвостий павук, а також паразитарні оси та мухи.

## Укус
Бадумни є отруйними, але не вважаються небезпечними. Вони боязливі, і укуси від них рідкісні. Укус може бути болісний і викликати локальний набряк. Інколи спостерігаються симптоми такі як нудота, блювота, пітливість та запаморочення. У декількох випадках ураження шкіри (арахногенний некроз) розвиваються після численних укусів [3].